# Foregrounding
Foregrounding is een begrip uit de literatuurwetenschap waarvoor geen Nederlands equivalent bestaat, en dat betrekking heeft op een kenmerk van literaire teksten, namelijk het op de voorgrond schuiven, het benadrukken van de taal zelf, terwijl de referentiële functie van taal (de inhoud, datgene waar het naar verwijst) meer naar de achtergrond verschuift.
Het concept is geïntroduceerd binnen het Praagse structuralisme, met als belangrijkste vertegenwoordigers Jan Mukarovsky en Roman Jakobson. Jakobson stelde bij poëzieanalyse 'uitdrukking' tegenover inhoud, het taalteken tegenover wat er in de tekst gezegd wordt, en omschreef de poëtische functie van taal als het systematisch op de voorgrond schuiven, de "foregrounding", van de uitdrukking. Volgens Mukarovsky heeft de aandacht voor het taalteken zelf, de vorm, paradoxaal genoeg tot gevolg dat er meer aandacht komt voor wat er gezegd wordt.
Het foregrounden zelf kan op verschillende wijzen gebeuren, bijvoorbeeld door gebruik te maken van allerlei stijlfiguren, rijm, ritme, of het op andere manieren doorbreken van het gewone taalgebruik. Meer dan andere 'functionele' taalvormen is de poëzie geschikt om 
de aandacht van de lezer op de relatie tussen taal en werkelijkheid te richten.